# Jacques de Baerze

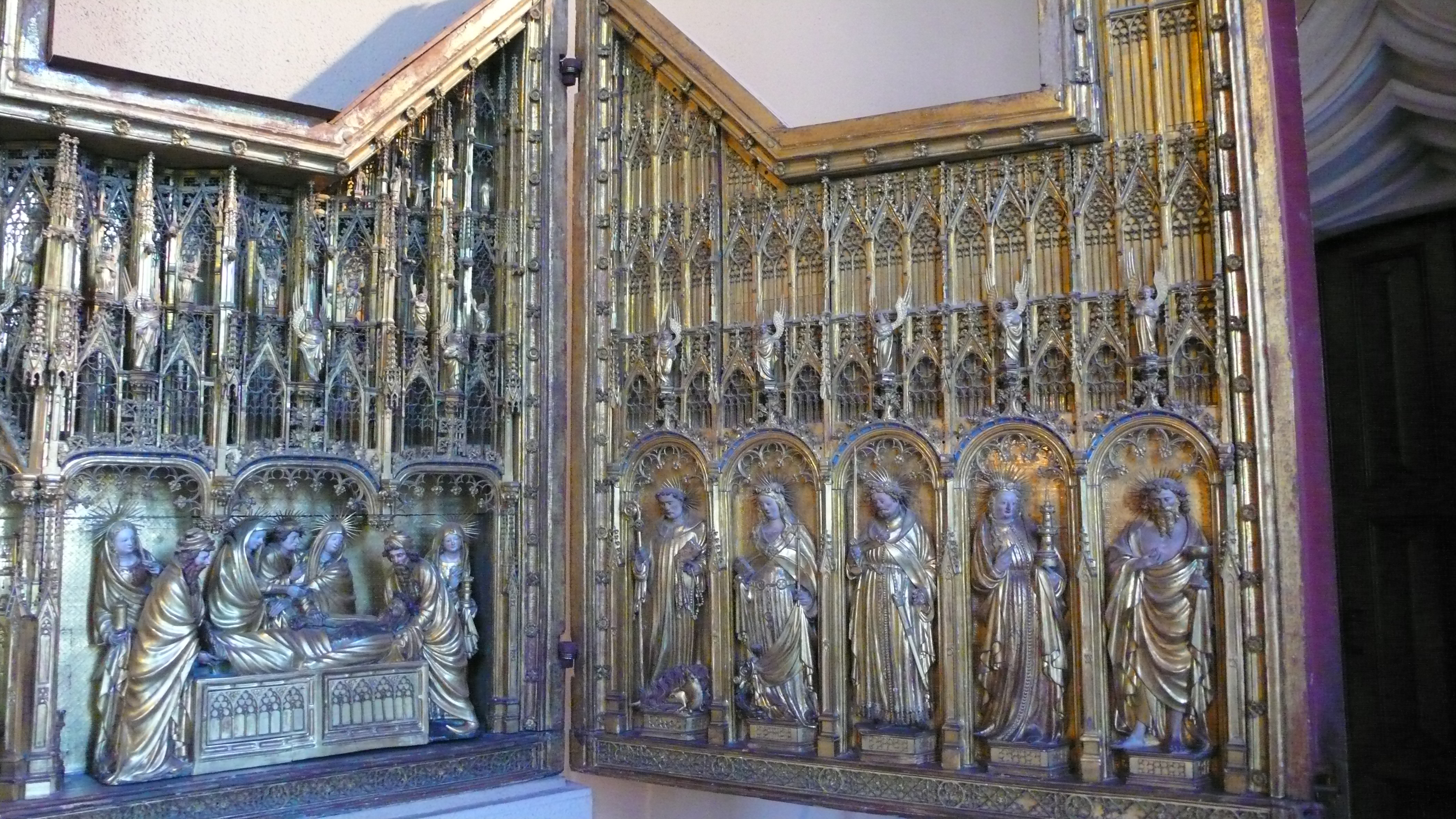
Detalhe do Retábulo da Crucificação.

Jacques de Baerze (Ghent ?, antes de 1384 - ?, depois de 1399) foi um escultor flamengo. Trabalhou primeiro em Dendermonde e produziu diversas peças que não se conservaram, mas em sua época foram apreciadas por Filipe II, Duque da Borgonha, que o contratou em 1390 para criar dois retábulos para o mosteiro cartuxo de Champmol que ele havia fundado, e que são suas obras mais importantes. Depois de sua conclusão a história não mais registra o seu nome.